# Zeche Ewald
Die Zeche Ewald ist ein stillgelegtes Steinkohlen-Bergwerk in Herten, Nordrhein-Westfalen.

## Geschichte

### Anfänge des Bergwerks 1870–1888

Lageplan des Bergwerks Ewald mit Schacht Hilger, 1887

Die erste Steinkohlenmutung für das Feld Professor erfolgte am 22. Januar 1870. Danach wurde auch eine Mutung auf Eisenstein für das Feld Lina eingelegt. Jacobi, Haniel & Huyssen beharrten auf ihr Vorrecht auf die Eisensteinmutung und reichten eine Klage ein, die aber keinen Erfolg hatte.
Am 14. November vereinigte der Gewerke Wilhelm Hagedorn aus Essen als Alleinbesitzer der in den Gemeinden Herten und Resse in der Grafschaft Recklinghausen gelegenen Grubenfelder Professor, Augusta, Emilie, Gottfried und Jobst diese zum Bergwerk Ewald. In der Erklärung vor dem Berghypothekenrichter Boellling wurden 30 Männer genannt, davon 26 aus Essen, die die 1000 Kuxe unter sich aufteilten. Den Vorsitz der ersten Gewerkenversammlung hatte Ewald Hilger (1833–1887). Für die Inbetriebnahme des Bergwerks bewilligte die Versammlung eine Zubuße von 200.000 Talern. In den Grubenvorstand wurden neben Ewald Hilger der Rentier Hugo Honigmann, der Gewerke Wilhelm Hagedorn, der Jurist Karl Heyden und der Bauunternehmer Wilhelm Schürenberg gewählt. Es wurde mit Graf Hermann Droste zu Vischering von Nesselrode-Reichenstein ein Pachtvertrag über 30 Morgen Waldgelände abgeschlossen. Der Wald wurde gerodet und am 12. März 1872 ein provisorischer hölzerner Bock für das Abteufen des ersten Schachts aufgestellt.
Die Abteufarbeiten für den Schacht 1 Hilger begannen am 9. März 1872. Bei 40 Fuß Teufe reichte die Handpumpe nicht mehr aus, m das zufließende Wasser abzupumpen. Es wurde eine liegende Lokomobile mit 6 atm Dampfdruck mit einem Feldgestänge versehen und dann als Wasserhaltungsmaschine eingesetzt. Bei einer Teufe von 32 m wurde das Gebirge so fest, dass Tübbings eingebaut werden konnten.
Am 18. Juni 1873 wurde das erste Steinkohlenflöz bei einer Teufe von 297,4 m erreicht, und am 7. Februar 1874 war der Schacht bis zur 362-m-Sohle fertig ausgemauert. Es wurde ein vorläufiges Schachtgerüst mit 16 m Höhe errichtet und die Schachtanlage mit einem Kesselhaus für acht Dampfkessel sowie mit Betriebs- und Bürogebäuden erweitert. Eine liegende Zwillingsfördermaschine mit 42 cm Kolbendurchmesser und 78,4 cm Hub wurde am 15. November 1872 in Betrieb genommen. Es wurde außerdem eine 45-zöllige direkt wirkende Hochdruck-Wasserhaltungsmaschine im Schachtturm aufgestellt. Zur Verbesserung der Infrastruktur wurden Grundstücke für die Errichtung einer Ziegelei und einer Arbeitersiedlung erworben.
Am 4. Dezember 1873 wurde bei einer Teufe von 362 m ein Flöz mit der Mächtigkeit von 1,2 m durchfahren. Nach der erste Freude zeigte sich, dass das Flöz sehr unrein und die Kohle nur zur Eigenverwertung nutzbar oder an die umliegenden Bauern für 10 Groschen pro Zentner zu verkaufen war.
Am 13. Juli 1874 wurde die 36-zöllige Zwillingsfördermaschine mit Spiralkörben in Betrieb gesetzt. Im gleichen Jahr wurden auch das Betriebsführer-Wohnhaus, die Waschkaue, zehn Arbeiterhäuser und sechs Dampfkessel errichtet, außerdem drei Drucksätze der Wasserhaltungsmaschinen in Betrieb genommen. Weitere Rückschläge gab es zur Jahreswende 1874/1875: Das Abteufen des Schachts 1 wurde bei 431 m wegen starker Wasserzuflüsse gestundet, und es gab den ersten Bruch des Pumpengestänges der Wasserhaltungsmaschine.
Erst am 27. Juli 1876 erreichte man das ertragreiche Flöz Bismarck. Dieses bildete für 10 Jahre die Grundlage der Förderung auf Ewald. Die Zeche musste weitere Rückschläge verkraften. Gebirgsstörungen im Schachtbereich, Schwierigkeiten beim Anwerben von Arbeitskräften in der damals unwirtlichen Gegend und der allgemeine Rückgang des Absatzmarkts in der Gründerkrise behinderten den Aufbau. Die Schatanlage lag zu der Zeit weit entfernt von anderer Bebauung. Auf Grund des Mangels an Arbeitskräften konnten erst nur verwegene Typen für die Arbeit unter Tage gewonnen werden. Um Arbeitskräfte zu binden, wurden bereits 1875 südlich des Dorfs Herten an der Sophienstraße zehn holzverkleidete Häuser für Zechenarbeiter errichtet.
Es wird berichtet, dass die Bergleute auf dem Weg zur Zeche beobachteten, ob Dampfschwaden aus der Wasserhaltungsmaschine aufstiegen. Bei ausbleibenden Dampfschwaden mussten sie damit rechnen, dass die Sohle unter Wasser stand – dies war das Zeichen, wieder umzukehren. Im Januar 1876 wurde die Anschlussbahn zur Station Bruch der Köln-Mindener Eisenbahn in Betrieb genommen.
Auf Grund von Verwerfungen wurde der Schacht 1 weiter abgeteuft und erreichte 1878 eine Teufe von 520 m. Bei 500 m wurde eine weitere Sohle angesetzt. Die Ewaldstraße sollte erst auf der anderen Seite des Malakow-Turms über Schacht 1 gebaut werden. Die Planungen änderten sich, und so war der Schriftzug auf dem Turm auf der falschen Seite platziert.
Weitere Schäden an der Wasserhaltungsmaschine und der Bruch eines Zylinders der Fördermaschine behinderten die Förderung. Bis zum Oktober 1882 hatte die Zeche sieben Betriebsführer verschlissen. Ein besserer Kohlenabsatz wurde durch die Vergrößerung der Sieberei erreicht. Die relativ harte Kohle war für den Überseeexport auf Schiffen begehrt, allerdings war bis 1884 eine Zubuße der Gewerken für den Betrieb erforderlich. Im Jahr 1881 wurde eine Jahresförderung von 107.000 t bei einer Belegschaft von 400 Mann erreicht.
Die Bergbehörde drang bereits 1881 auf die Errichtung eines zweiten Schachts, um die Bewetterung zu verbessern und einen zweiten Fluchtweg zu schaffen. Die Zechenverwaltung sträubte sich energisch gegen diese Auflage. Hilger begründete die ablehnende Haltung damit, dass bei der Konzessionierung der Zeche diese Forderung gar nicht bestanden habe. Unter dem Hintergrund der schlechten Marktlage schrieb er der Behörde, dass bei Beachtung dieser Forderung die Zeche wohl nicht angelegt worden wäre. Als Kompromiss schloss die Zeche Erwald mit der markscheidenen Zeche Schlägel und Eisen einen Vertrag, dass beide Zechen auf der zweiten Tiefbausohle mit Querschlägen verbunden werden. Einem Weiterbetrieb bis zum 1. Juli 1884 wurde seitens der Behörde zugestimmt unter der Auflage, den Wetterscheider im Schacht gründlich auszubessern. Ein erster Grubenlüfter wurde 1885 eingesetzt. Nach den absatzschwachen Jahren 1883 und 1884 stiegen in der Folge die Förderung und die Belegschaftsstärke kontinuierlich an. Nach weiteren Abteufarbeiten war der Schacht 1 im Jahre 1884 mit 624 m der tiefste im Ruhrgebiet.

### Aufbau der Doppelschachtanlage 1888–1895

Maschinenhaus an den Schächten 1/2 um 1900

Nach 1888 entstand rechts neben der Zecheneinfahrt das große Verwaltungsgebäude, das 1919 erweitert wurde. Von 1922 stammt der Entwurf zu einem neuen Büro- und Kauengebäude in neoklassizistischer Formgebung.
Mit der Androhung der Bergbehörde auf Betriebseinstellung wurde schließlich im Jahr 1888 mit dem Abteufen des zweiten Schachtes, 42 m neben Schacht 1, begonnen. Dieser hatte einen Durchmesser von 5 m. Der 1888 in Betrieb genommene Ringofen lieferte die Ziegelsteine für den Ausbau. Dem Schacht wurde später der Name Hagedorn beigelegt. Die Abteuf- und Ausbauarbeiten bis 600 m wurden am 12. November 1891 abgeschlossen. An dem Schacht wurde eine Wolfsche Wasserhaltungsmaschine aufgestellt und ein Stahlfördergerüst errichtet. Der Schacht 1 (Hilger) wurde nach der Inbetriebnahme von Schacht 2 bis 710 m weiter abgeteuft, ausgebessert und diente dann mit dem gesamten Querschnitt als ausziehender Schacht. Der Malakowturm wurde um 11 m erhöht, um die Seilscheibe höher anzuordnen und höhere Fördergeschwindigkeiten zu erreichen. Zugleich wurde eine leistungsfähigere Fördermaschine aufgestellt.
Ein Querschlag wurde im Jahr 1889 auf der 500-m-Sohle vorangetrieben, und dabei wurden die Flöze Sedan und Matilde durchörtert. Aufgrund der Vorrichtarbeiten und der zunehmenden Ausdehnung des Grubengebäudes traten gehäuft schlagende Wetter in Form von Bläsern auf.
Die übertägigen Betriebsanlagen wurden weiter ausgebaut; so wurden die Verladung und Sieberei erneuert. Es wurde ein zweiter Verdichter aufgestellt, der für den Betrieb des neuen Lufthaspels benötigt wurde. Im Jahr 1891 erhielten beide Schächte neue Fördermaschinen und am 22. Dezember 1892 konnte die Kohleförderung an Schacht 2 aufgenommen werden. Im Jahr 1894 wurde auf der 500-m-Sohle eine Seilbahn in Betrieb genommen. An der alten Dampfmaschine für den Grubenlüfter wurde 1893 ein Dynamo angeschlossen, die den Strom für die Beleuchtung der Tagesanlagen lieferte. Ferner wurde Strom für die elektrische Streckenförderung genutzt, teilweise als Ersatz für die Förderung mit Pferden.
Die Zeche Ewald war auch von dem Bergarbeiterstreik von 1889 betroffen, der 90 % der Gesamtbelegschaft der westfälischen Zechen erfasst hatte. Die Zeche erhielt ein Militärkommando, bestehend aus einem Offizier, 2 Unteroffizieren und 132 Mann. Es kam zu keinen ernstlichen Zusammenstößen und der Kohleversand wurde nur an 2 Tagen unterbrochen. Von dem Absatzeinbruch im Jahr 1891/92 waren die Zechen mit Fettkohleförderung, die für die Verkokung genutzt wird, hauptsächlich betroffen, während der Gaskohlenabsatz der Zeche Ewald wenig beeinflusst war. Die Kohlenförderung konnte von 1888 mit 165.582 t auf 433.464 t im Jahr 1895 gesteigert werden; die Belegschaft erhöhte sich im gleichen Zeitraum von 752 Mitarbeiter auf 1509. Der Gewinn der Anteilseigner erhöhte sich derweil von 120 auf 720 Mark/Kuxe.

### Weiterer Ausbau der Zeche 1895–1904
Die Schächte 1 und 2 lagen relativ ungünstig in der Nähe der östlichen Markscheide. Man versuchte die benachbarte Zeche Recklinghausen von der Harpener-Bergbau-Aktiengesellschaft aufzukaufen oder zu pachten, was an zu hohen Forderungen scheiterte. Der Abbau konzentrierte sich auf die hochwertige Kohle aus dem Flöz Ewald; allerdings nahmen Probleme der Bewetterung und Zeitverluste in Folge langer Wege zu. Es wurden die Flöze Mathilde und Sedan in Verhieb genommen, allerdings war die Kohlegewinnung bei diesen schwieriger.

Schacht Waldhausen und Schürenberg (3 /4) in Resse

Eine außerordentliche Gewerkenversammlung beschloss am 20. Februar 1895 die Errichtung einer neuen Schachtanlage im Westfeld. Bereits im Frühjahr wurde mit dem Abteufen der Schächte Schürenberg (Durchmesser 4,05 m) und Waldhausen (Durchmesser 4,60 m) in Resse begonnen. Die Teufarbeiten am Schacht Waldhausen wurden nach kurzer Zeit gestundet. Das hölzerne Teufgerüst über dem Schacht Schürenberg brannte am 23. Februar 1897 ab. Als Ersatz wurde das Teufgerüst vom Schacht Waldhausen zum Schacht Schürenberg verschoben. Erhebliche Probleme beim Abteufen stellten sich beim Erreichen des Steinkohlengebirges ein. Starke Wasserzuflüsse und Grubengasausbrüche mit bis zu 20.000 m³/Tag. Erst durch den Einbau eines Wettertrums im Schacht konnten die Arbeiten fortgesetzt werden. Am 31. März 1897 erfolgte der Durchschlag zum Grubengebäude auf der 500-m-Sohle. Am 17. August wurden die Teufarbeiten an dem Schacht Waldhausen wieder aufgenommen und am 1. November 1897 bei einer Teufe von 566 m wegen stärkerer Wasserzuflüsse vorerst beendet. Bis 1899 wurden die Tagesanlagen mit Hauptfördermaschinen an den beiden Schächten, zwei Grubenlüftern, Luftverdichtern, Kesselanlage und einer elektrischen Zentrale ausgebaut. Zwischen den Schachtanlagen in Herten und Resse wurde eine Verbindungsbahn errichtet, die heute als Fahrradweg genutzt wird. Die von der alten Schachtanlage her bekannten Flöze konnten nun günstig erreicht werden. Die Bausohle wurde mit einer elektrischen Seilförderung ausgerüstet. Auf der neuen Schachtanlage wurde gefördert und die Kohlen wurden in der dortigen Sieberei und Kohlenwäsche aufbereitet.
Auf dem Gelände der alten Schachtanlage wurden Werkstätten (Schmiede, Schreinerei) ausgebaut und ein neues Verwaltungsgebäude und eine Hauptkondensation errichtet, um den Dampfverbrauch zu reduzieren.

### Ausdehnung des Bergwerkes 1895–1904

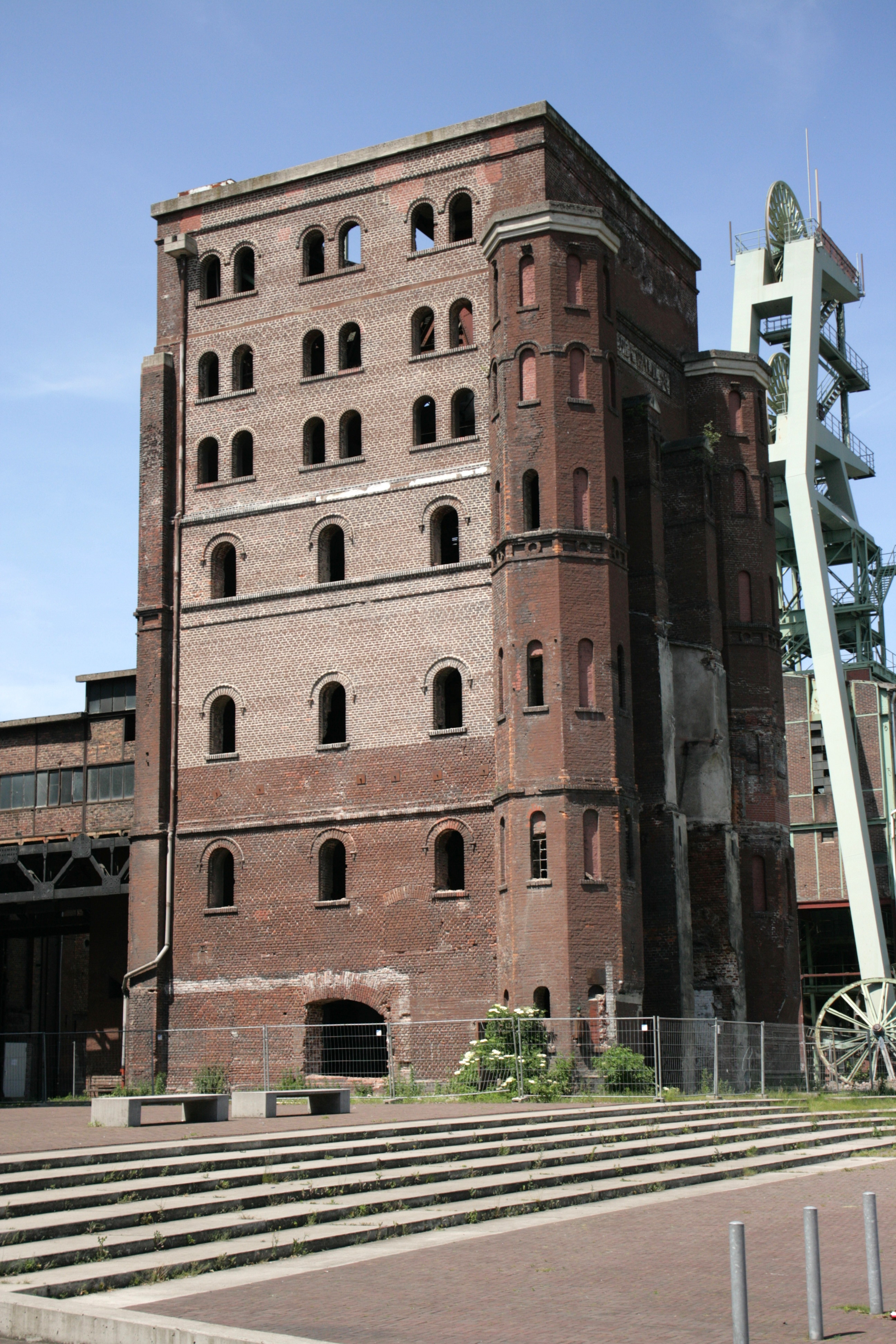
Malakowturm über Schacht 1

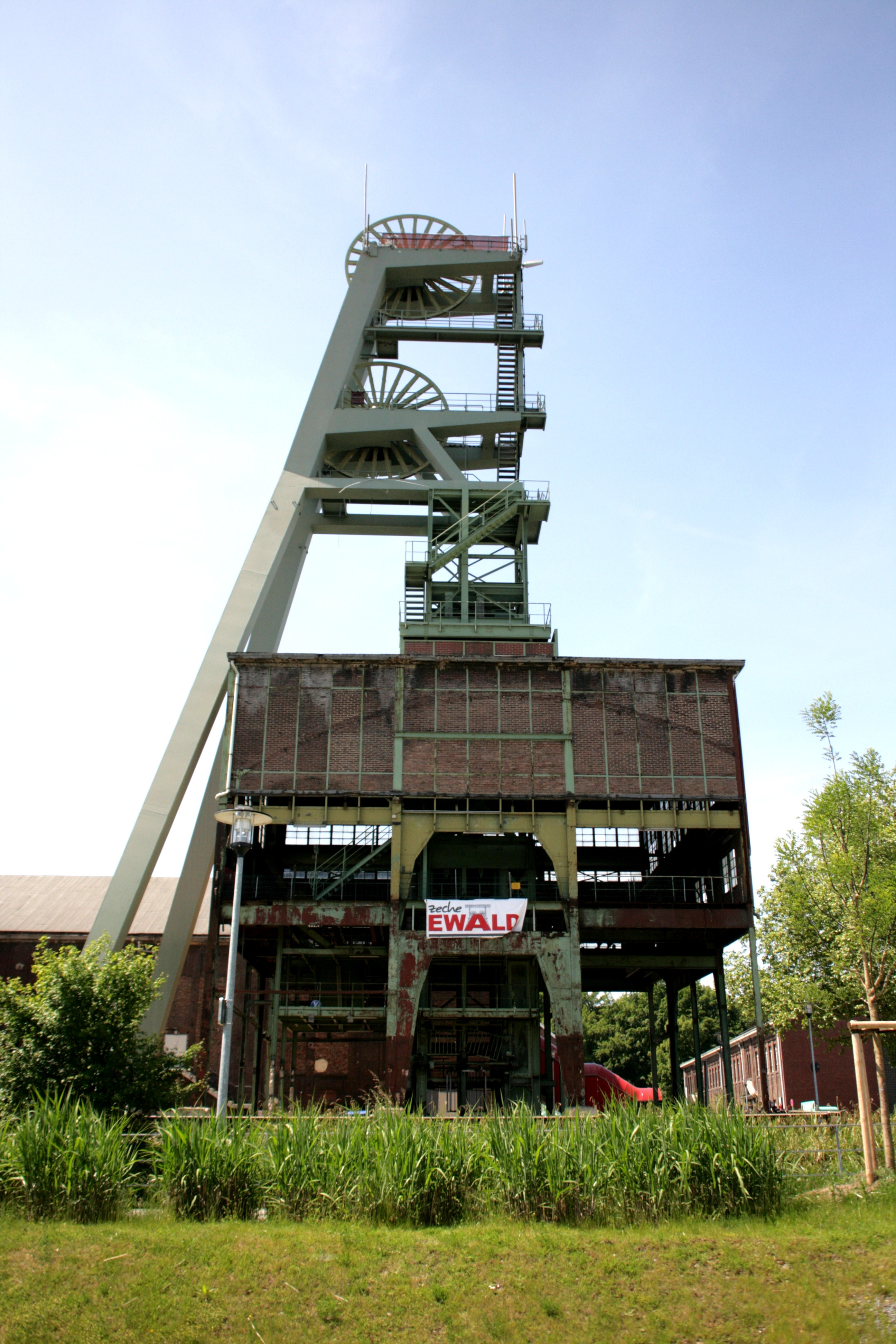
Schacht 2

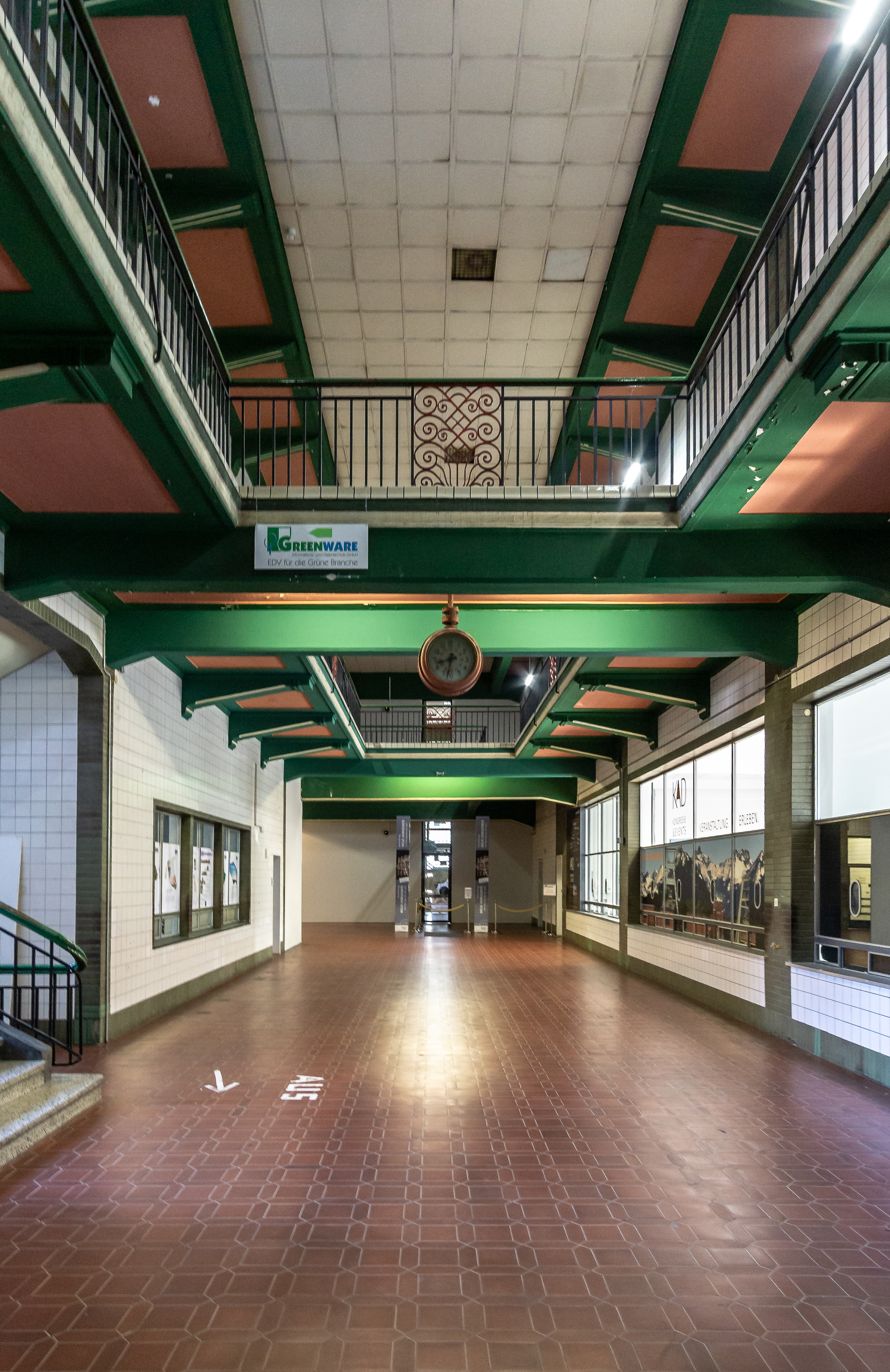
Zeche Ewald 1/2/ - Lohnhalle

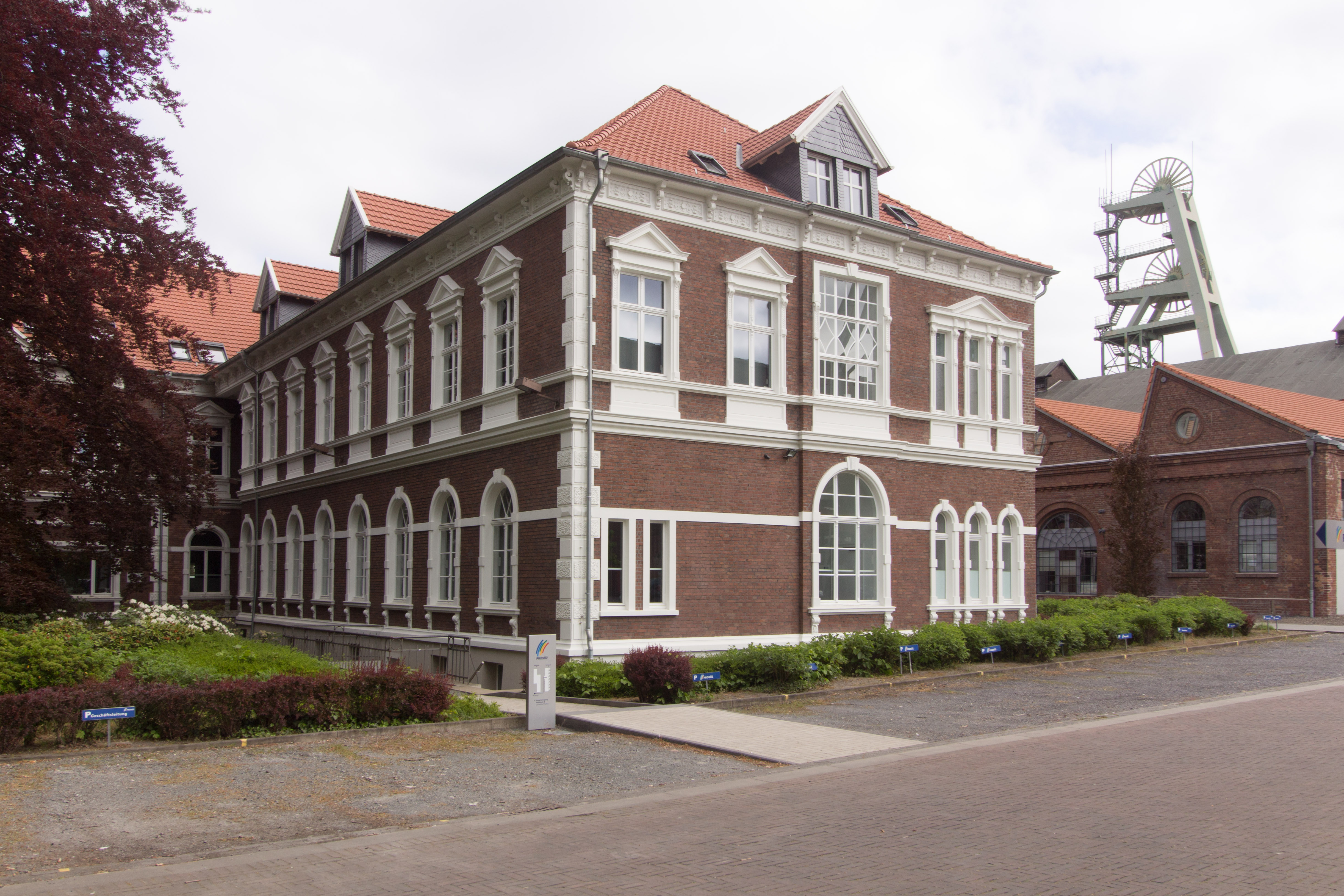
Verwaltungsgebäude auf der Anlage 1/2/7

Durch das Vordringen in die Teufe bei dem weiteren Abbau wurden höhere Gewinnungskosten erwartet. Im Ruhrgebiet erfolgten allgemein Betriebsvergrößerungen und der Syndikatsvertrag mit dem Kohlenkartell begünstigte größere Betriebe. Im Jahr 1898 verhandelte der Grubenvorstand mit Besitzern von Feldern, die nordöstlich der Zeche Ewald lagen. Die Gewerkenversammlung beschloss am 10. Februar 1899 Grubenfelder in den Gemeinden Erkenschwick, Rapen, Oer, Essel und Datteln zu erwerben. Dort wurde eine Doppelschachtanlage errichtet, die unter dem Namen Zeche Ewald Fortsetzung geführt wurde.
Die 500-m-Bausohle im Bereich der Schachtanlage Ewald 1/2 war 1899 schon weit ausgekohlt und der Abbau verlagerte sich zur 587-m-Sohle, die zuerst weniger ertragreich war. Die Erhöhung der Fördermenge wurde im Wesentlichen durch den Abbau auf der neuen Schachtanlage Ewald 3/4 erzielt. Ein konjunktureller Einbruch war zu Beginn des 20. Jahrhunderts zu verkraften und 1904 mussten 136 Feierschichten eingelegt werden. Im Jahr 1903 wurde die Zeche Eiberg erworben, auf der unter ungünstigen Voraussetzungen Magerkohle abgebaut wurde. Diese Anlage wurde 1914 stillgelegt, und die im Syndikatsvertrag festgelegten Kontingente konnten auf den Absatz der Zeche Ewald aufgeschlagen werden. Im Jahr 1904 wurde eine Förderung von 1.325.231 t (einschließlich Zeche Eiberg) erreicht, bei einer Belegschaft von 4631.

### Aufbau zum Großbetrieb 1904–1914
Zur Verbesserung des Abbaubetriebes und zur Erschließung neuer Abbaufelder wurden zusätzliche Wetterschächte abgeteuft. Zuerst wurde der Schacht 5 (2 km vom Schacht 1 entfernt) im Katzenbusch abgeteuft, der 1909 die vorläufige Endteufe von 568 m erreichte. Dieser hatte eine elektrische Fördermaschine und wurde auch für die Seilfahrt genutzt. Ab August 1911 wurde der Wetterschacht Ewald 6 zur Bewetterung der Schachtanlage Ewald 3/4 und des Südfeldes der alten Schachtanlage Ewald 1/2 mit 6 m Durchmesser abgeteuft und Mitte 1913 in Betrieb genommen. Hier wurden zwei elektrische Grubenlüfter System Rateau aufgestellt. Die Teufe bis zur Wettersohle betrug 485 m.
Da der Strombedarf der Zeche stark zunahm, wurde auf der Schachtanlage Ewald 1/2 im Jahr 1906 ein Dampfkraftwerk mit einem 2400 PS Turbogenerator errichtet. Neben der Schachtanlage Ewald 1/2 wurden die anderen Schachtanlage (Schacht Ewald 5, Schacht Ewald 6, Ewald Fortsetzung) durch untertägig verlegte Starkstromleitungen an das Kraftwerk angebunden. Die Absatzlage war von 1906 bis Ende 1907 so gut, dass die von dem Kohlensyndikat zugebilligten Fördermengen wegen Mangel an Arbeitskräften und Eisenbahnwagen zeitweise nicht erreicht wurden. Als Rationalisierungsmaßnahmen für die untertägige Förderung kamen ab 1910 Schüttelrutschen und Bänder zum Einsatz. Bei dem konjunkturellen Abschwung 1909/10 nahm die Belegschaftsstärke und Förderung etwas ab, und die Förderung stieg bei dem Aufschwung 1913 wieder an. Am 1. Oktober 1913 wurden auf der Schachtanlage Ewald 1/2 eine Feinkohlenwäsche und 60 Koksöfen mit Nebengewinnung und einer Benzolfabrik in Betrieb genommen. Das Überschussgas wurde im Kraftwerk mitverbrannt.

### Weitere Betriebsjahre 1914–1969

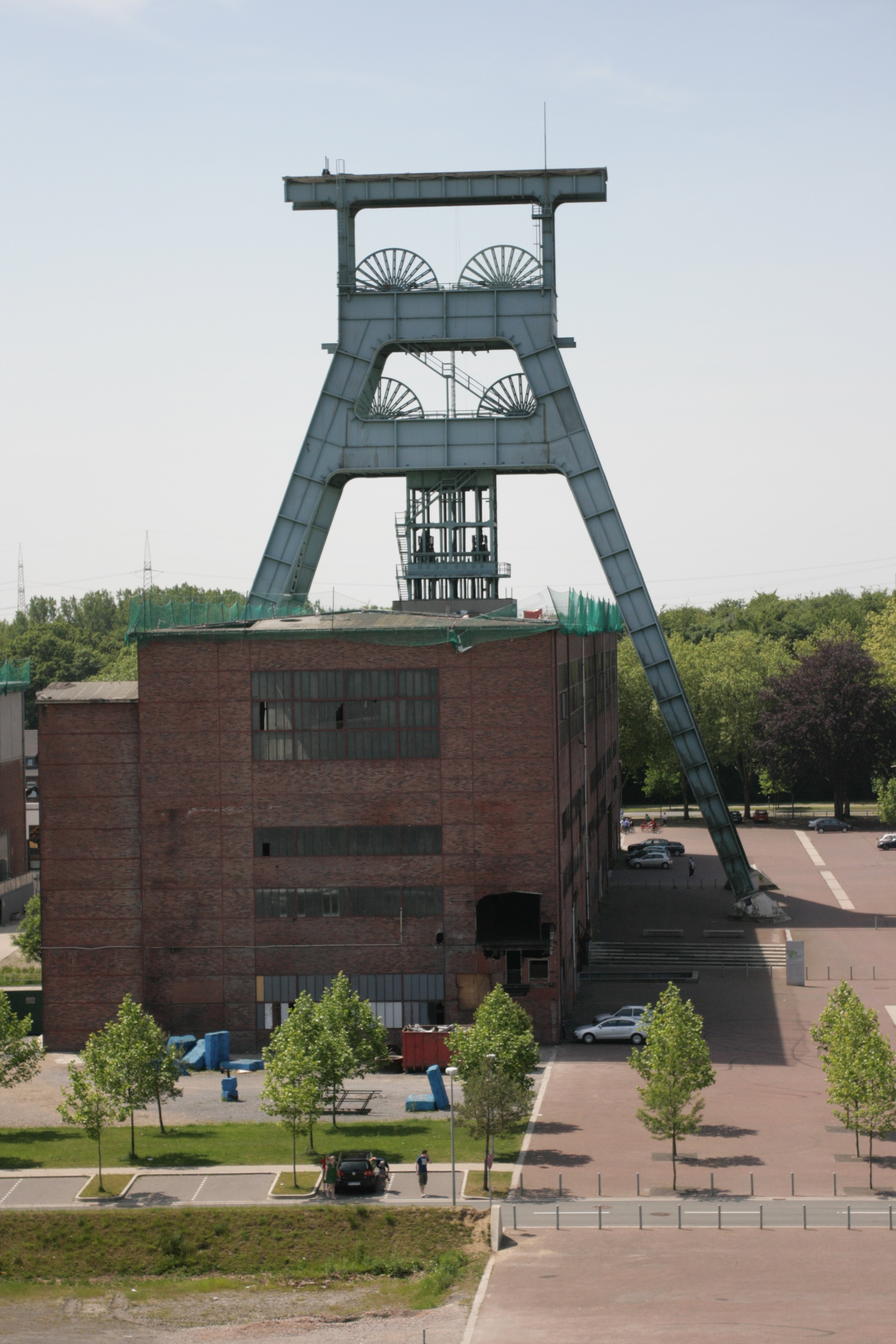
Doppelbock-Fördergerüst über Schacht 7

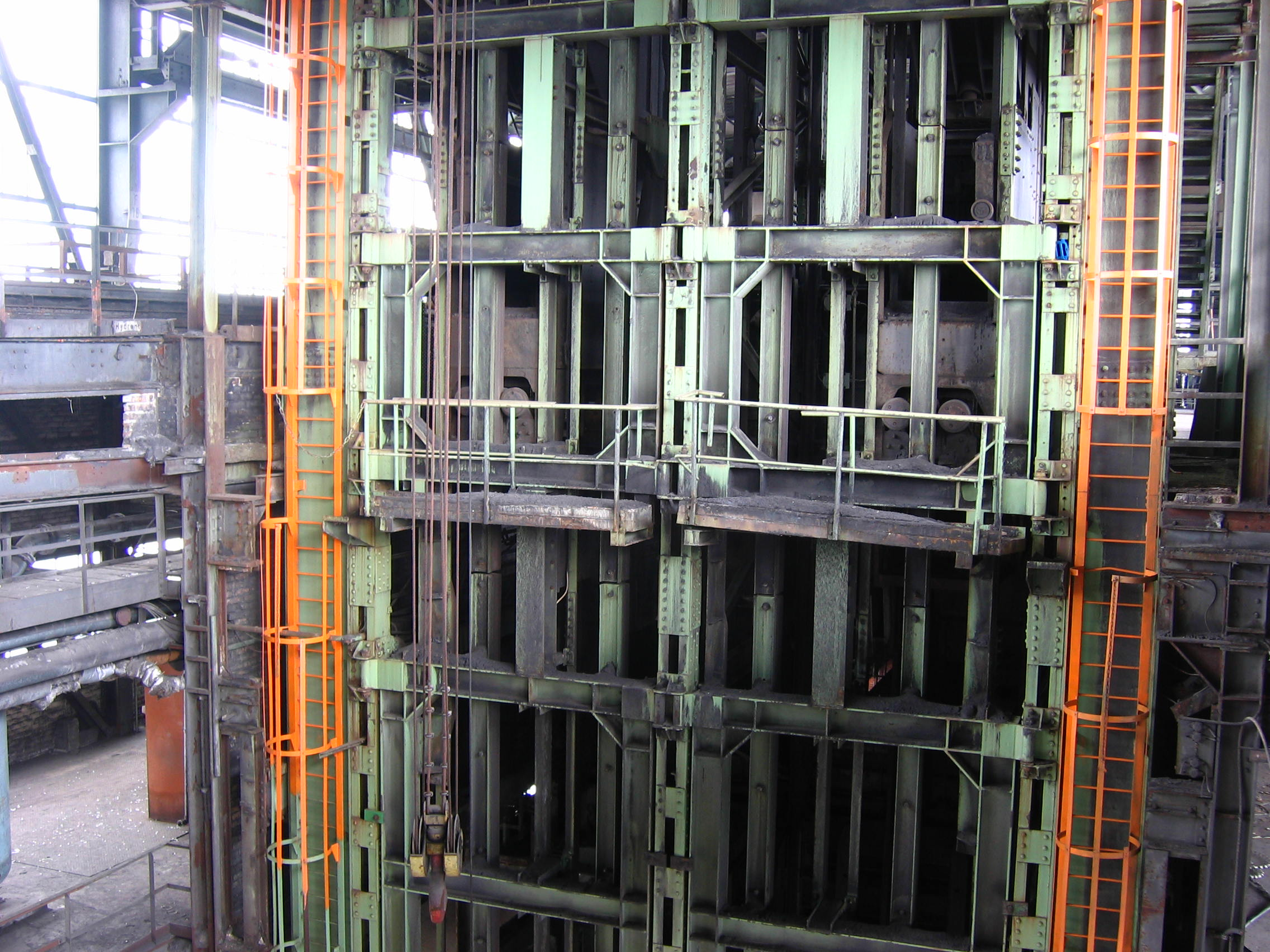
Rasenhängebank Schacht 7

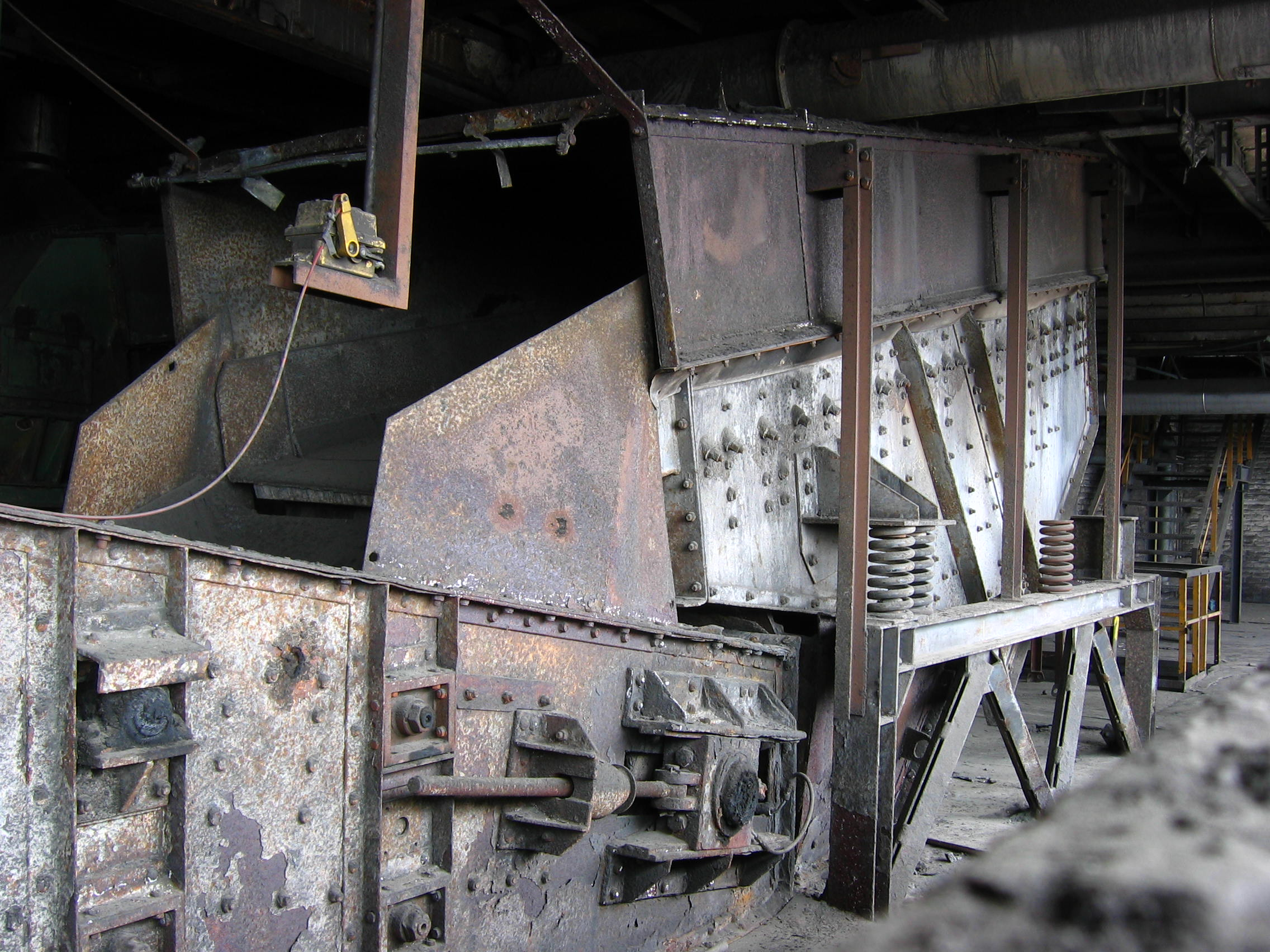
Kohlenfördereinrichtung Schacht 7

Beim Ausbruch des Ersten Weltkrieges wurde viele Mitarbeiter im Rahmen der Mobilmachung einberufen und nur die Hälfte der Kohlenhauer blieb zurück. Der Krieg bewirkte neben dem Abzug von Arbeitskräften eine Knappheit der Betriebsmittel. Diese Umstände hatten im Jahr 1915 einen deutlichen Rückgang der Förderung zur Folge, und die Produktion von Ziegelsteinen kam fast gänzlich zum Erliegen. Ausbau- und Erhaltungsmaßnahmen wurden weitgehend gestundet. Die Ausfälle wurden durch das Heranziehen von Frauen und Kriegsgefangenen und durch Rationalisierungsmaßnahmen teilweise kompensiert.
Die ersten Nachkriegsjahre waren von Bergarbeiterstreiks einhergehend mit einer Reduzierung der Schichtarbeit von 8½ auf 7 Stunden geprägt. Die Ausbeute der Kuxen ging deutlich zurück. Während des Kapp-Putsches 1921 kam es zu dreitägigen Arbeitsniederlegungen. Bei der Entlassung eines Betriebsratsmitgliedes im Mai des Jahres kam es wiederholt zu einer achttägigen Arbeitsniederlegung. Das Bergwerk verfügte im Jahre 1921 über 873 Wohnhäuser mit 2956 Wohnungen für Beamte und Arbeiter. Die Gewerkschaft hatte eine Unterstützungskasse für die Bergarbeiter eingerichtet. Auf der Schachtanlage Ewald 1/2 wurde eine Milchausschankstelle errichtet, da Milch als gesundheitsförderlich angesehen wurde.
Während der Ruhrbesetzung 1923 stand die Zeche unter der Kontrolle der französischen Militärverwaltung. Am 16. Oktober 1923 starben bei einem Seilriss auf der Schachtanlage Ewald 1/2 insgesamt 3 Bergleute. 1935 hatte die Förderung mit 1,75 Millionen Tonnen die Leistung des Jahres 1913 überschritten. Nach dem Aufkauf von 280 Kuxen der Zeche König Ludwig im Jahr 1930 wurde diese gemeinsam mit der Zeche Ewald geleitet.
Im Zweiten Weltkrieg stiegen die Förderanforderungen so an, dass im Jahr 1940 die Abteufarbeiten für einen zentralen Förderschacht (Schacht 7) auf der Schachtanlage Ewald 1/2 aufgenommen wurden. Die Förderleistung der Zeche betrug damals mehr als 2 Millionen Tonnen bei 4.546 Beschäftigten. Die Abteufarbeiten begannen zwischen der 700-m und 800-m-Sohle. Im Jahr 1942 wurde Schacht 7 teilweise in Betrieb genommen. Zum Ende des Zweiten Weltkrieges 1945 sank die Förderquote auf 523.000 Tonnen ab.
Der untertägige Ausbau am Zentralschacht Ewald 7 wurde 1949 wieder aufgenommen und erreichte in dem Jahr eine Endteufe von 988 m. Der Schacht erhielt ein Doppelbockfördergerüst mit Dampffördermaschine. Erst 1955 nach Abschluss des übertägigen Ausbaus konnte an dem Schacht die Förderung aufgenommen werden. Der Zentralschacht diente dann zur Kohlenförderung des gesamten Bergwerkes. Der Schacht Ewald 1 wurde danach als Wetterschacht umgebaut.
Es erfolgte ein Durchschlag von Schacht 7 zu den Schächten Ewald 3/4. Im Jahre 1955 erreichte die Förderung 1,72 Millionen Tonnen bei 5.835 Beschäftigten.

### Die letzten Jahrzehnte 1969–2001

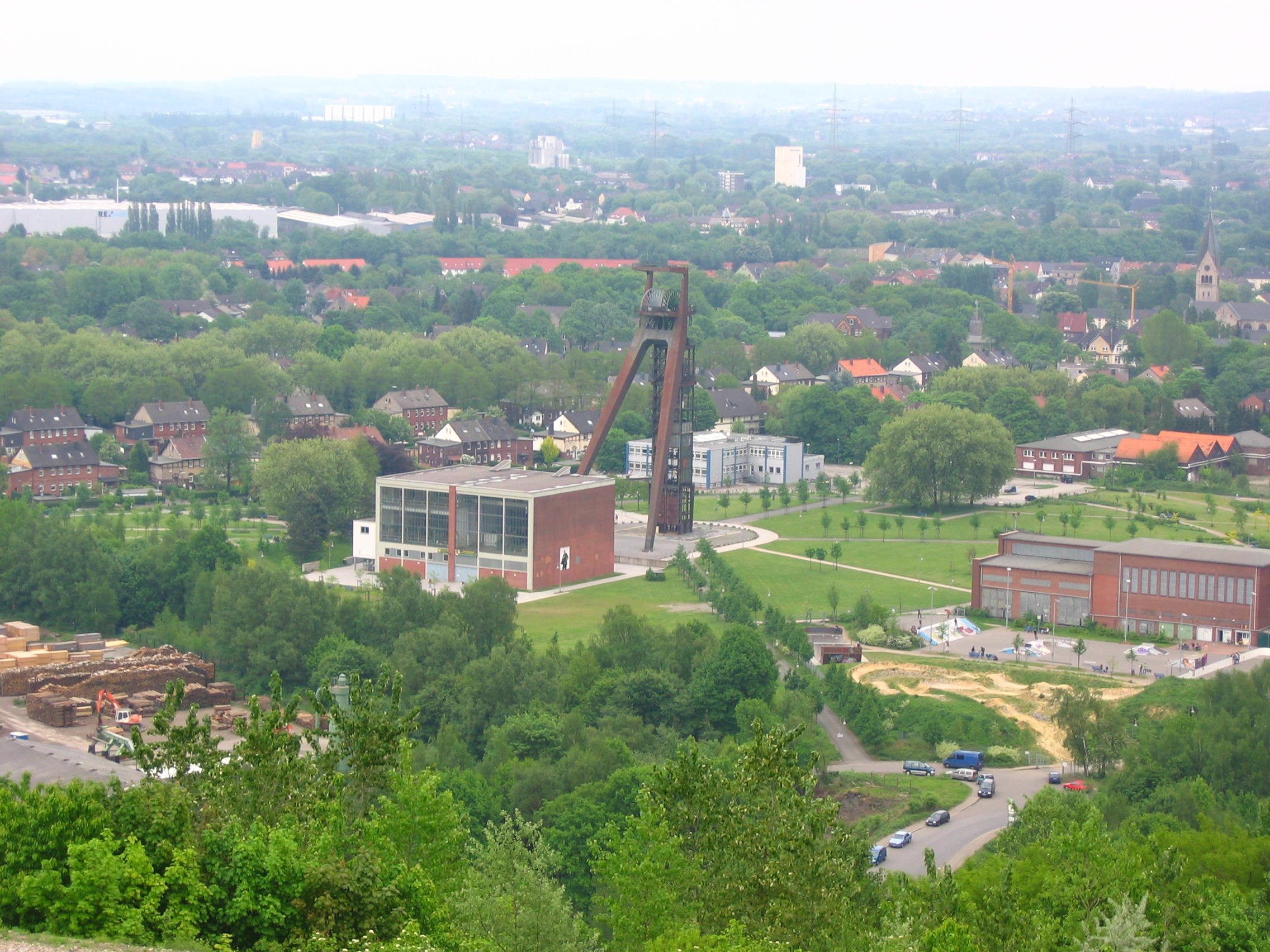
Zeche Recklinghausen 2

Im Jahr 1969 wurde die Zeche der RAG zugeschlagen und mit der Zeche Recklinghausen vereint. Das Bergwerk wurde zuerst in die Bergbau A.G. Essen übernommen und nach deren Auflösung am 1. Januar 1972 in die Bergbau A.G. Herne-Recklinghausen eingegliedert. Im Jahre 1970 betrug die Förderung 2,07 Millionen Tonnen bei 3.462 Beschäftigten. Im Jahre 1971 wurde ein Teilfeld der markscheidenden stillgelegten Zeche Graf Bismarck in Gelsenkirchen mit einer Fläche von 4,5 km² übernommen. Am 14. Dezember 1971 ereignete sich ein Strebbruch, der 7 Todesopfer zur Folge hatte. Im Jahre 1972 wurde der Zentralschacht Ewald 7 tiefer geteuft. Der frühere Schacht Graf Bismarck 10 wurde in Schacht Emschermulde 1 umbenannt. Im Jahre 1974 wurden die Zechen Ewald und Recklinghausen durchschlägig. In diesem Rahmen erfolgte ein untertägiger Ausbau und Rationalisierungsmaßnahmen wurden umgesetzt. Auf der Hauptfördersohle (950-m-Sohle) wurde die Wagenförderung durch eine Bandförderung ersetzt und der Zentralschacht mit einer Gefäßförderung (Skip) ausgerüstet und 85 m weiter abgeteuft. Für die untertägige Bunkeranlage wurden auf einer Länge von 1450 m Zuführungsstrecken aufgefahren. Über Tage wurden auf der Schachtanlage Ewald 1/2/7 zwei Kohlentürme mit einem Fassungsvolumen von je 3000 m3 errichtet, um Kohlenzüge automatisch und kontinuierlich zu beladen. Der Verladebahnhof wurde entsprechend umgebaut. Der Schacht Emschermulde 1 wurde 1979 für die Seilfahrt und Materialförderung eingerichtet. Mit den Maßnahmen konnte die Förderung im Jahr 1981 auf 3,59 Mill. t Fett-, Gas- und Gasflammkohle gesteigert werden bei 4538 Beschäftigten. Das Bergwerk verfügte im Jahr 1980 über 11 Schächte:
| Schachtbezeichnung       | Funktion                                                            |
| ------------------------ | ------------------------------------------------------------------- |
| Schacht Ewald 1          | Wetterschacht                                                       |
| Schacht Ewald 2          | Seilfahrt-, Berge- und Materialschacht                              |
| Schacht Ewald 3          | Zwischenförderung von 1250-m-Sohle zur 950-m-Sohle (Gefäßförderung) |
| Schacht Ewald 4          | Seilfahrtschacht, Gestellförderung                                  |
| Schacht Ewald 5          | Wetterschacht, Gestellförderung                                     |
| Schacht Ewald 6          | Wetterschacht, Befahrungsanlage                                     |
| Schacht Ewald 7          | Zentraler Förderschacht mit Gefäßförderung                          |
| Schacht Recklinghausen 1 | Wetterschacht                                                       |
| Schacht Recklinghausen 2 | Wetterschacht                                                       |
| Schacht Recklinghausen 4 | Seilfahrt-, Berge- und Materialschacht, Gestellförderung            |
| Schacht Emschermulde 1   | mittlere Seilfahrtanlage, Materialschacht, Gestellförderung         |

Auf der Schachtanlage Ewald 3/4 wurde eine Grubengasabsauganlage betrieben. Das verdichtete Gas wurde zum speziell errichteten Motorheizkraftwerk der Stadtwerke Gelsenkirchen geleitet und zur Strom- und Wärmeerzeugung genutzt.
Im Rahmen der Rücknahme der Förderung der Ruhrzechen wurde am 1. Januar 1989 das Bergwerk Ewald mit der Zeche Schlägel & Eisen zusammengeschlossen. Die Förderleistung erreichte im Jahr 1990 4,33 Mio. t bei 5303 Beschäftigten. In den letzten Betriebsjahren erfolgte noch ein Verbund mit der Zeche Hugo in Gelsenkirchen, so dass das Verbundbergwerk kurzzeitig über 21 Schächte verfügte.
Die politische Entscheidung zur Aufgabe der Zeche Ewald stand jedoch fest, und so wurde am 28. April 2000 die letzte Förderschicht gefahren. Im Frühjahr 2001 folgte die endgültige Stilllegung der Gesamtanlage.
An das Gelände schließt sich die Halde Hoppenbruch an. Sie bildet zusammen mit der Halde Hoheward mit ca. 220 ha die größte Haldenlandschaft Europas.

## Umgestaltung
Um den mit der Stilllegung des Bergwerks verbundenen Verlust an Arbeitsplätzen und Wirtschaftskraft möglichst zeitnah auszugleichen, gründete die RAG Montan Immobilien GmbH – ehemals Montan-Grundstücksgesellschaft mbH (MGG) – gemeinsam mit der Stadt Herten bereits 1999, während das Bergwerk noch in Betrieb war, die „Projektgemeinschaft Ewald“. Ziel war die wirtschaftliche Revitalisierung der rund 52 Hektar großen Fläche und die Schaffung von mindestens 1000 neuen Arbeitsplätzen.
Die beiden Projektpartner hatten sich bei der Folgenutzungsplanung für das Konzept „Impulsgeber Dienstleistung“ entschieden. Es sah die Bereiche Dienstleistung, Service, Bildung, kleinteiliges und großflächiges Gewerbe inklusive eines Marktplatzes als Treffpunkt für die neu angesiedelten Unternehmer und ihrer Kunden vor. Die Neugestaltung der Fläche lehnte sich an einen Entwurf der Architekten Cino Zucchi, Martin Halfmann und Peter Köster aus dem Jahr 2002 an. Prägendes Element der Umgestaltung ist die Historische Schicht mit einigen denkmalgeschützten Zechengebäuden und den alten Schachtgerüsten, die als „Leuchttürme“ weithin sichtbar sind. Dieser Bereich ist über ein System aus Plätzen und Wegen mit der neu gestalteten Ewaldpromenade verbunden, die sich von Süd nach Nord parallel zu dem naturnah gestalteten Entwässerungskanal, dem Blauen Band – über den gesamten Standort erstreckt. Die Einbindung des Geländes in den 750 Hektar großen Landschaftspark Hoheward (vormals Landschaftspark Emscherbruch) wurde im Rahmen des Entwurfes auch berücksichtigt.

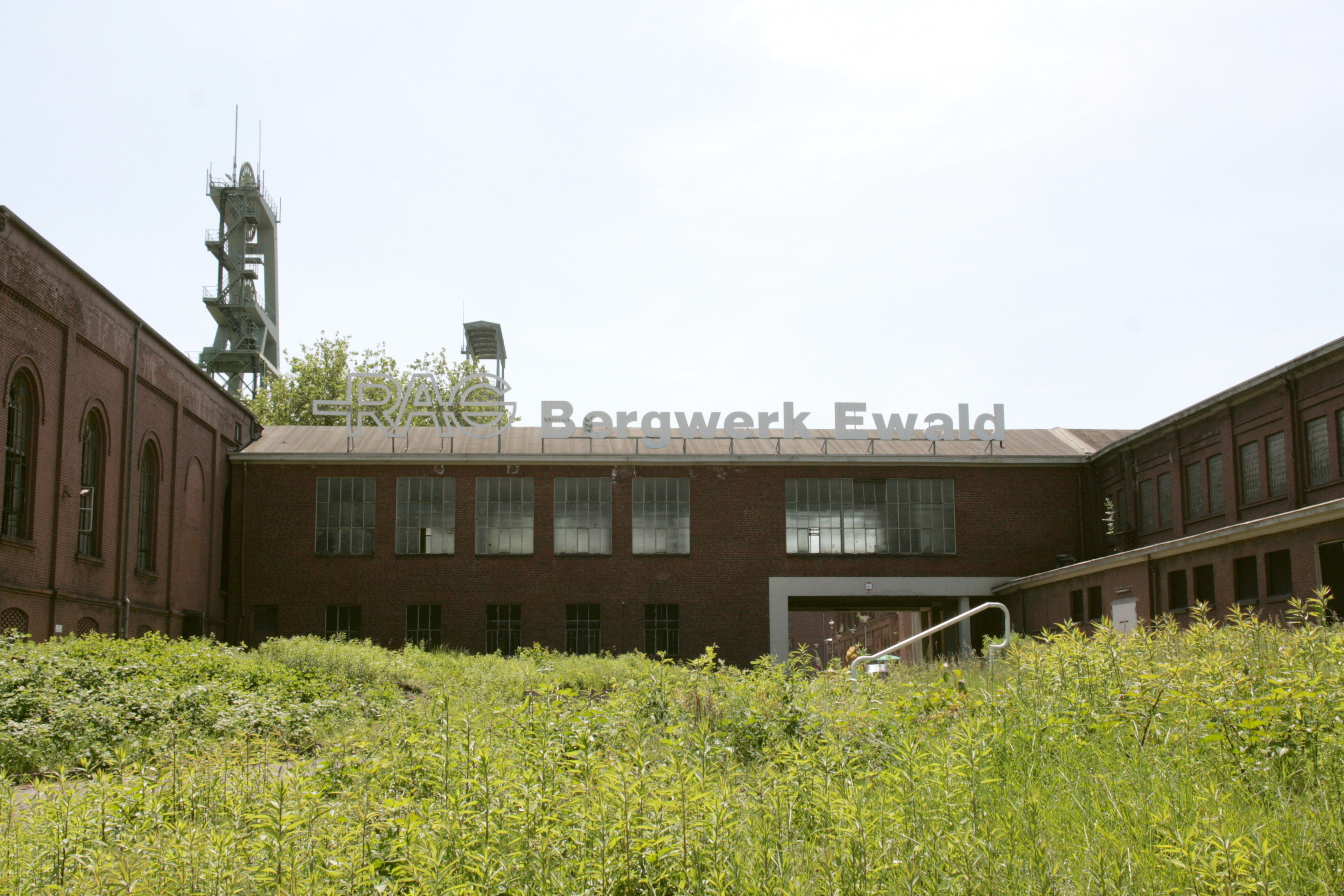
Ehemalige Zufahrt zum Betriebsgelände
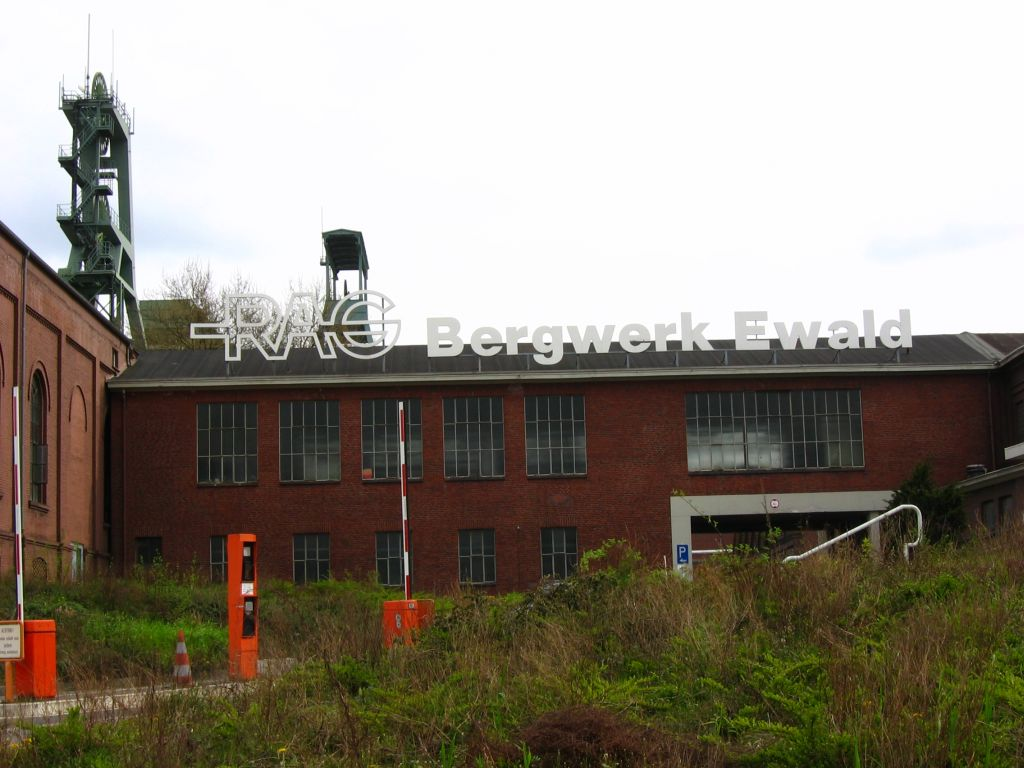
Zufahrt zum Betriebsgelände (Aufnahme 2002)
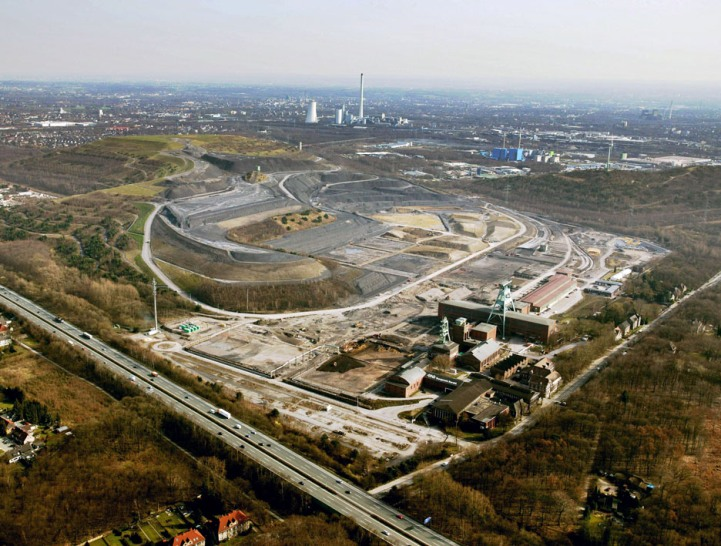
Vor Rückbau und Sanierung (2004)
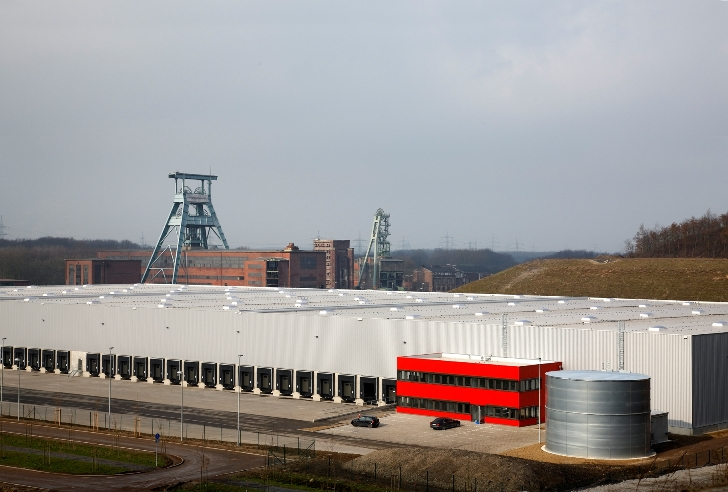
Neue Logistikansiedlungen (2008)

## Heutiger Zustand
Große Teile der Gebäude auf der Schachtanlage 1/2/7 wurden abgerissen. Weiter Bestand haben der Malakowturm über Schacht 1 und die Stahlfördergerüste über Schacht 2 und 7. Ferner sind Werkstätten, die Kaue, Maschinenhäuser und das Verwaltungsgebäude erhalten geblieben. Die baulichen Einrichtungen auf der Schachtanlage 3/4 und Ewald 6 wurden im Jahr 2002 komplett abgerissen.
Das einer umfassenden Sanierung unterzogene und von Altlasten befreite Gelände der Hauptanlage 1/2/7 war 2002 bereits zu mehr als 60 Prozent vermarktet. Im Jahre 2007 wurden die 18 Hektar Logistikflächen an internationale Unternehmen veräußert.  Auf dem nördlichen Teil des Ewald-Geländes entstand das Wasserstoff-Kompetenzzentrum H2Herten. Erste Ansiedlungen waren die Unternehmen IdaTech Fuel Cells GmbH und Masterflex GmbH. Anfang 2009 wurde mit dem Bau des „Blauen Turms“ begonnen, der als Demonstrationsanlage nach dem Verfahren der gestuften Reformierung das wasserstoffreiche Synthetic Natural Gas aus Biomasse gewinnen sollte, 2011 wurde das Projekt wegen der Insolvenz des Hauptinvestors Solar Millennium abgebrochen. Im Oktober 2009 wurde ein Anwenderzentrum eröffnet, in dem neue Nutzungen von Wasserstoff als Energiespeicher bzw. Brennstoffzellen erkundet werden sollten. Als weiteres Modul soll mit Mitteln des Landes Nordrhein-Westfalen ein Elektrolyseur, zur Versorgung des Anwenderzentrums mit „grünem“ Wasserstoff aus Windstrom, gebaut werden. Zusätzlich wurde im Jahr 2010 in der ehemaligen Lohn- und Lichthalle das Tourismusbüro Herten eröffnet. Durch die Ansiedlung von mehr als 20 neuen Betrieben sind innerhalb eines Jahrzehnts nach Schließung der Schachtanlage Ewald 1.000 neue Arbeitsplätze entstanden.
Als Eventstandort hat sich das Projekt Ewald schon seit Jahren etabliert. Bereits drei Mal war es als Drehscheibe der „ExtraSchicht“ dabei und für Veranstaltungen wie beispielsweise das T-COM Mountainbike Event im Mai 2007. Im Oktober 2009 eröffnete der Theaterunternehmer Christian Stratmann den RevuePalast Ruhr in der ehemaligen Heizzentrale als Travestie-Theater für Shows und Gastspiele. Seit 2013 wurde aus der dortigen Untertage-Bar der ARD Sportschau Club ausgestrahlt. Seit 2013 findet auf dem Gelände die Kustom Kulture Forever (ehemals Bottrop Kustom Kulture) statt. Seit 2016 ist die Kustom Kulture Tattoo Show angegliedert.

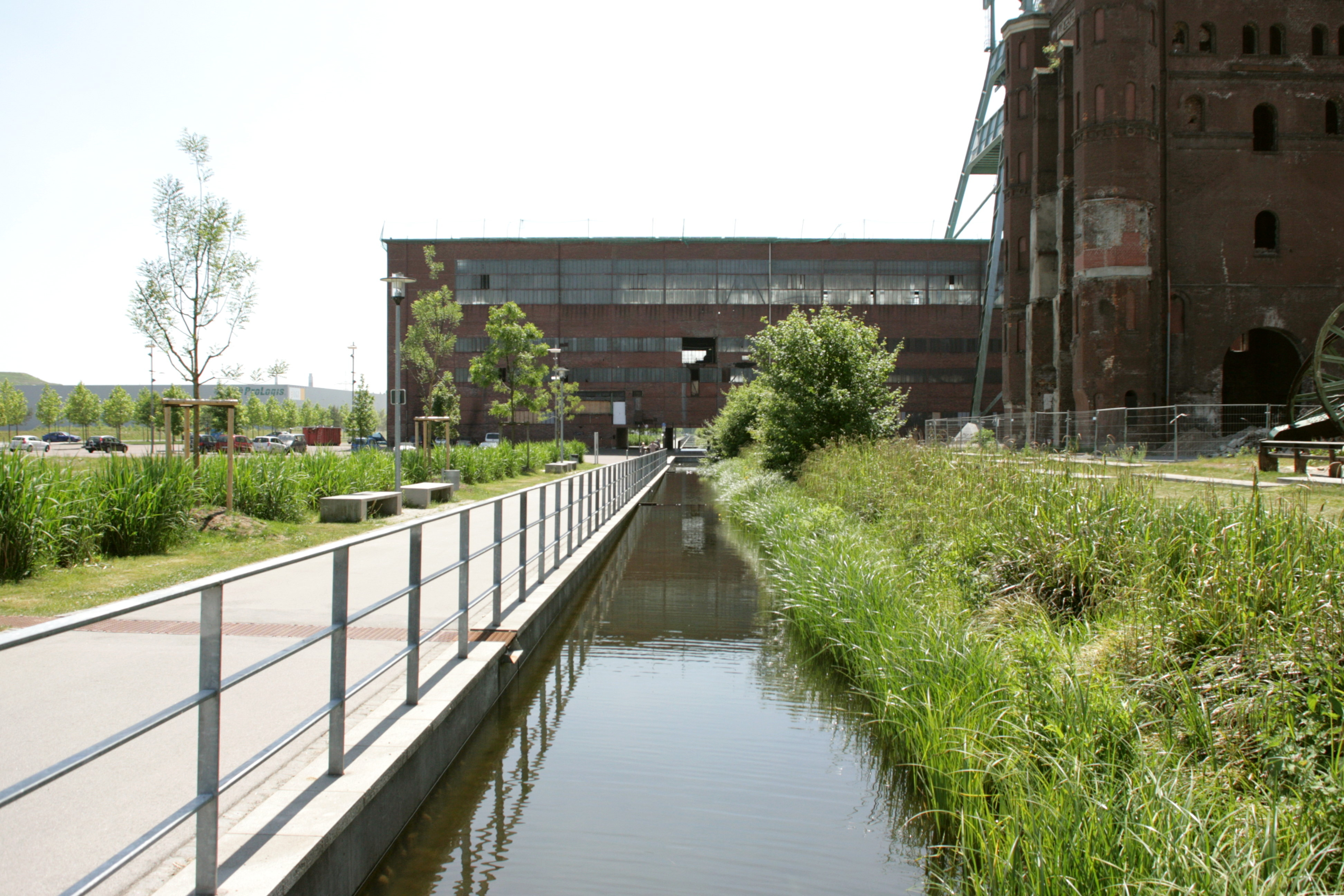
Ewaldpromenade
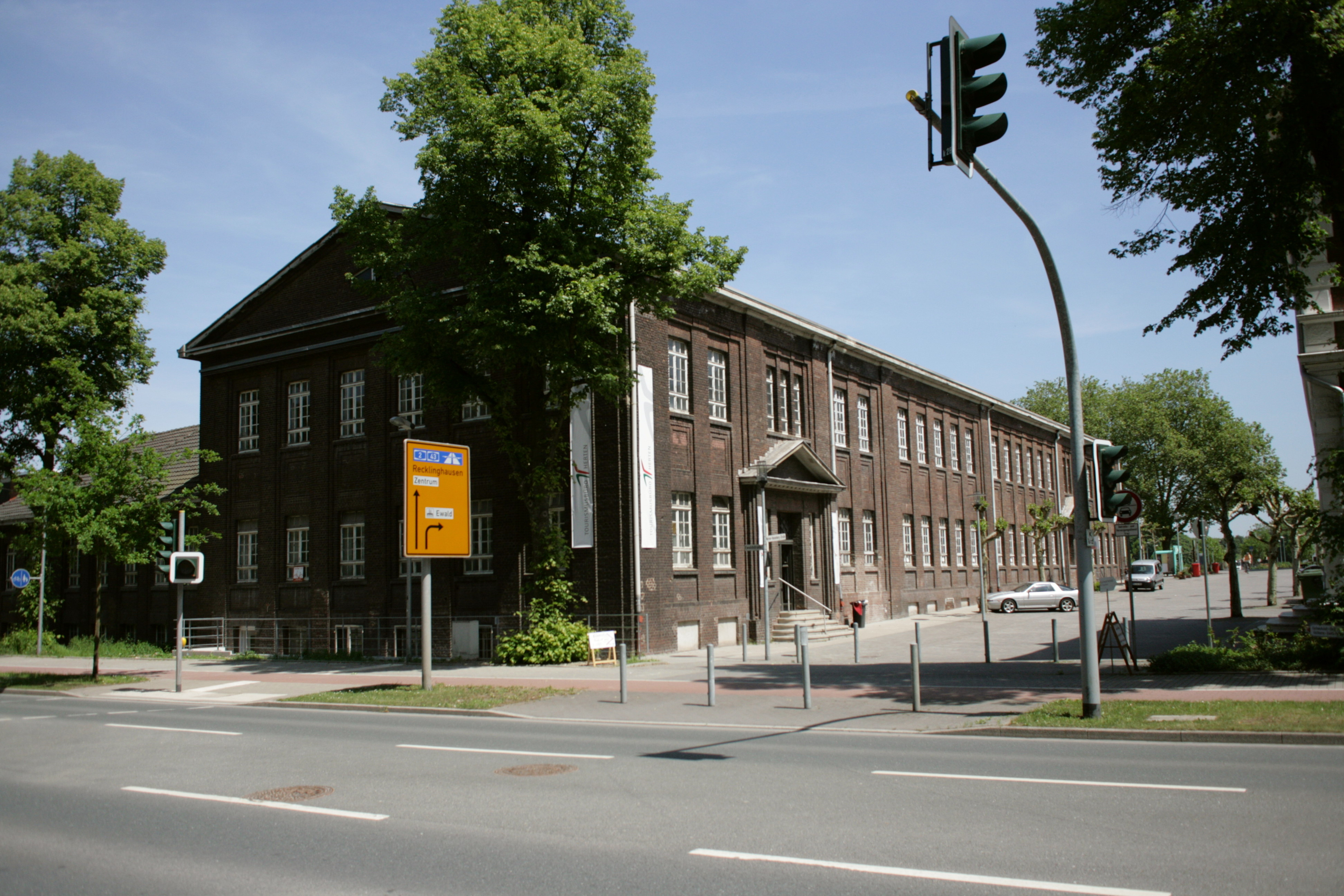
Das RVR-Besucherzentrum Herten auf dem Zechengelände
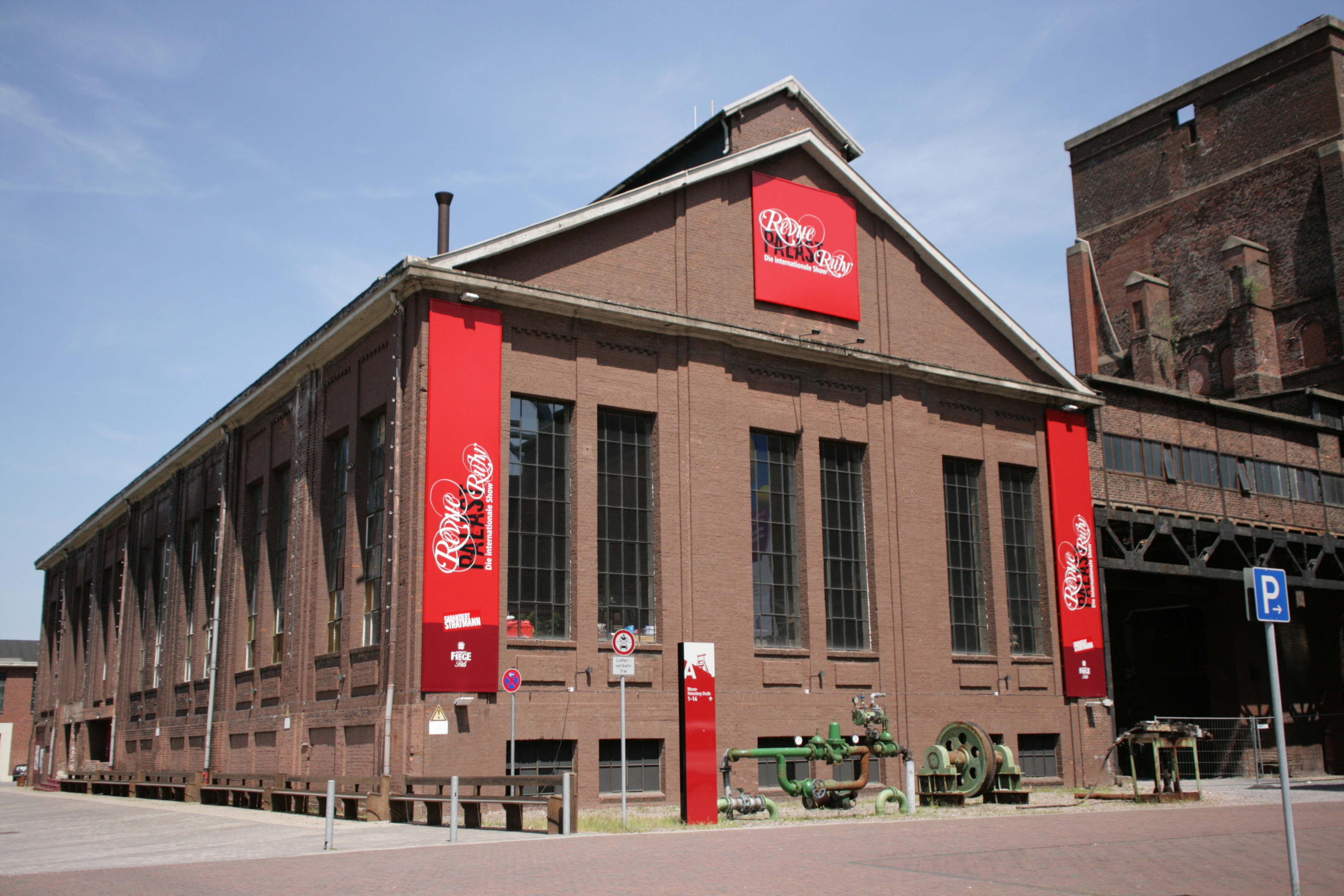
RevuePalast Ruhr auf dem Zechengelände
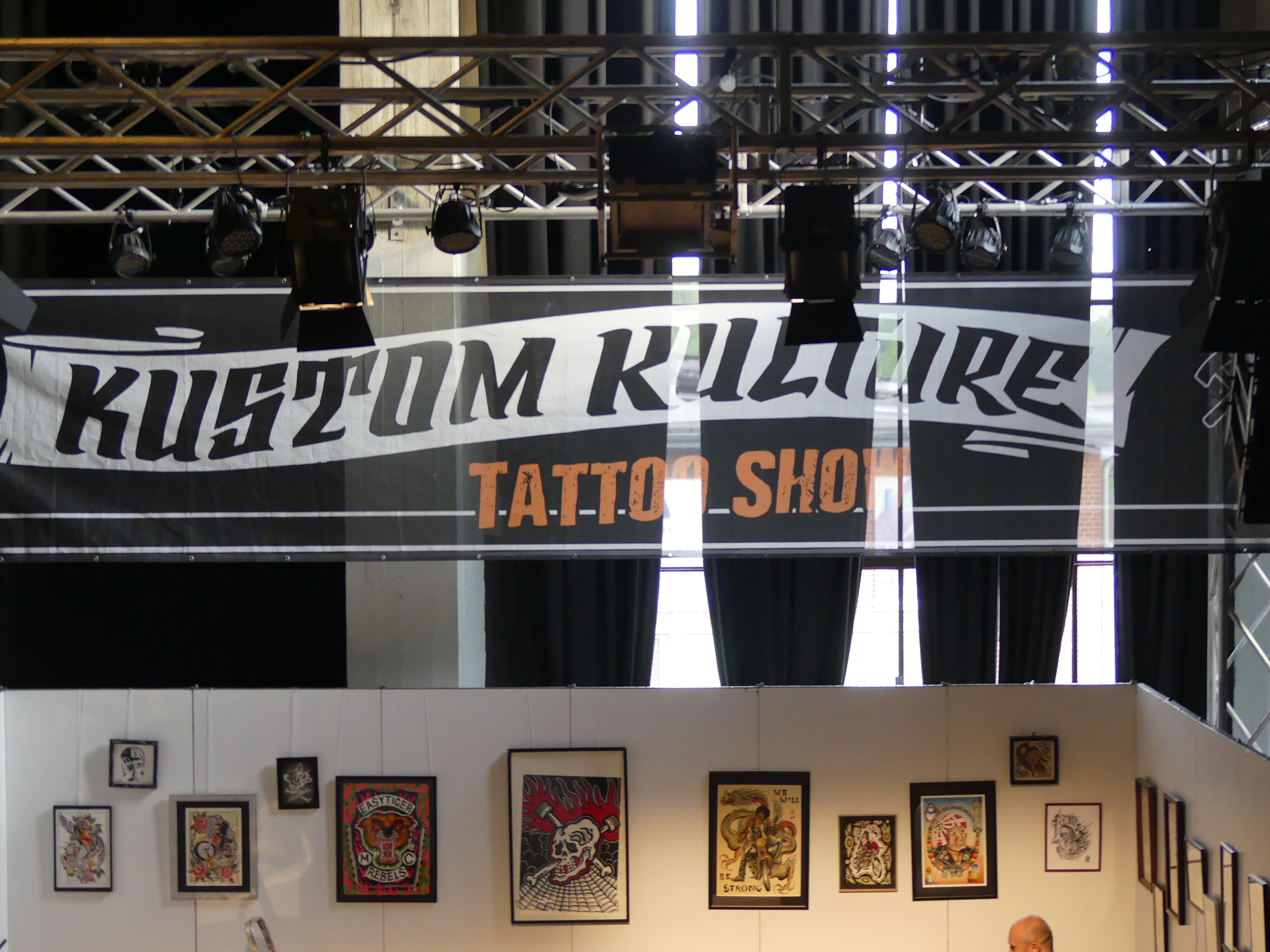
Bühne der Kustom Kulture Tattoo Show 2019